# 커밀 설리번

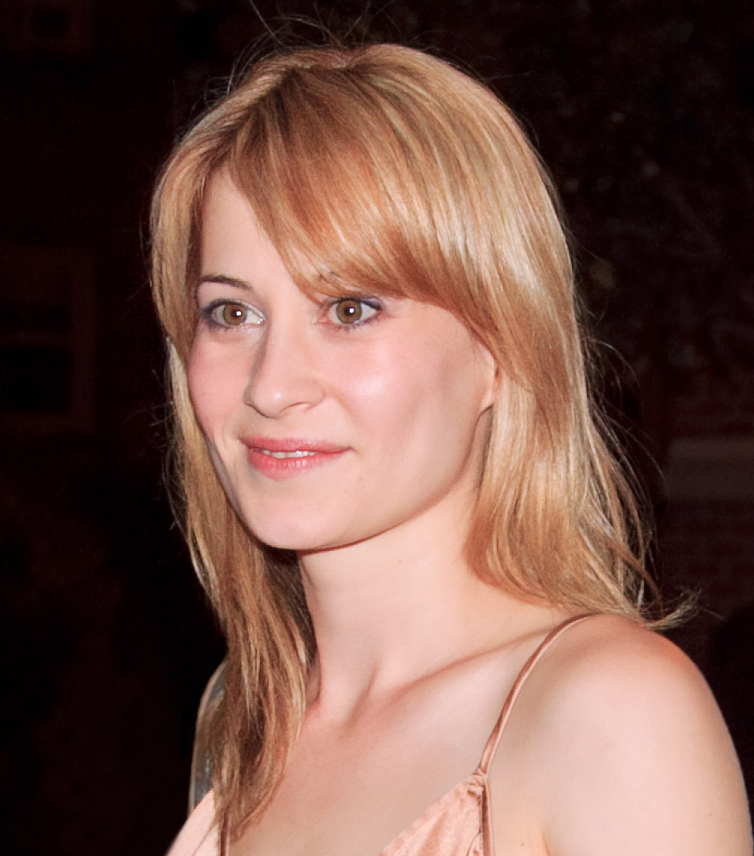

커밀 설리번(영어: Camille Sullivan, 1975년 7월 6일 ~ )은 캐나다의 배우이다. 토론토에서 태어났다.

## 출연 작품
- 데이 투 나이트 (2017년)
- 데드 라이징: 엔드게임 (2016년)
- 언씬: 할로우맨 (2016년) - 달린 역
- 더 오처드 (2015년) - 케이티 역
- 더 버드와쳐 (2015년)
- 아이스 솔저 (2013년)
- 비너 (2012년)
- 시스터스 앤 브라더스 (2011년)
- 고블린 (2010년)
- 부두 (2010년)
- 예고살인자 (2010년) - 제인 호울스 역
- Mistresses (2009)
- 아이스 토네이도 (2009년) - 조안 역
- 바다의 괴수 (2008년)
- 어머니와 딸 (2008년)
- 노말 (2007년)
- 다크 스톰 (2006년)
- 터미널 시티 (2005년)
- 네버워즈 (2005년)
- 나비 효과 (2004년)
- 어 프라블럼 위드 피어 (2003년)
- 테이큰 (2002년) - 니나 토스 역
- 베스트 쇼 (2000년)
- 스크류드 (2000년)

### 텔레비전
- 엘 워드 (2004-05)
- 배틀스타 갈락티카 (2005)
- 스타게이트 유니버스 (2010)
- 헬캣츠 (2011)
- 킬링 (2011)
- 페어리 리갈 (2011)
- 플래시포인트 (2011)
- 루키 블루 (2011)
- 폴링 스카이 (2012)
- Red Widow (2013)
- 높은 성의 사나이 (2015-16)
- 헬스트롬 (2020)